# Börje Holmberg
Börje Holmberg (* 22. März 1924 in Malmö; † 10. April 2021) war ein schwedischer Pädagoge.

## Leben
Er studierte Englisch, Deutsch, Romanistik und Pädagogik an der Universität Lund und promovierte 1956. Holmberg war über 19 Jahre im Bereich Fernunterricht bei Hermods in Schweden tätig. Von 1956 bis 1965 hatte er die Position des Bildungsdirektors inne. 1966 wurde er zum Generaldirektor der Hermods Stiftung ernannt, bis zu seinem Rücktritt 1975. 1976 wurde er Professor für Fernunterrichtsmethodik und Direktor des Instituts für Fernunterrichtsforschung an der FernUniversität in Hagen. 1995 wurde er Planungspräsident der neuen Privaten FernFachhochschule Darmstadt (jetzt Wilhelm Büchner Hochschule).

## Auszeichnungen und Ehrungen
- Ritter 1. Klasse des Wasaordens
- Ritter 1. Klasse des Finnischen Ordens der Weißen Rose
- Ehrendoktor der Open University
- Ehrendoktor der Deakin University
- Mitglied der Königlichen Physiographischen Gesellschaft in Lund

## Schriften (Auswahl)
- James Douglas on English pronunciation c. 1740. Lund 1956, OCLC 186689894.
- Über die Lehrmethoden im Fernunterricht. Hamburg 1962, OCLC 73637270.
- Research into distance education. Fernlehre und Fernlehrforschung. Frankfurt am Main 1991, ISBN 363144270X.
- Distance education and languages. Evolution and change. Clevedon 2005, ISBN 1-85359-776-7.